# Кашникова Олена Олександрівна
Кашникова Олена Олександрівна - громадський діяч і видавець.
Жила і працювала в Бахмуті на початку ХХ ст. 
Видавала:
- перший у Донбасі літературно-художнього журналу «Сфінкс» у Бахмуті. (1912 р., вийшло чотири номера журналу).
- щоденну вечірню газету "Бахмутський листок" (15 квітня 1912 - 29 вересня 2012 р). Газета закрита місцевою владою.
- щоденну вечірню газету "Бахмутская копейка" (1913-1915 рр.).